# Woman of the Year
 Woman of the Year és una pel·lícula estatunidenca de George Stevens, estrenada el 1942.

## Argument
Sam Craig, periodista esportiu en un diari novaiorquès, suporta malament les observacions sobre l'esport de la seva col·lega Tess Harding, filla de diplomàtic i cronista internacional. Es barallen perquè són oposats en tot. Però, per sorpresa dels seus amics, es casen ! Comencen les dificultats. Els seus interessos són diferents, un es deleix pels partits de beisbol, de reunions íntimes entre amics i de plaers simples, l'altra, més sofisticada, es mou en ecos de societat, les reunions feministes i la política…A més, Tess és nomenada «dona de l'any» ! La vida privada dels joves esposos es fa caòtica i Sam, excedit, se’n va del domicili conjugal. Tess, adonant-se de l'amor que té a Sam, decideix reconquerir-lo i s'esquitlla un matí a casa seva, li prepara un esmorzar que va cap a la catàstrofe. Afectat pels esforços de Tess, Sam es reconcilia amb la seva dona.

## Repartiment
- Katharine Hepburn: Tess Harding
- Spencer Tracy: Sam Craig
- Fay Bainter: Ellen Whitcomb
- Reginald Owen: Clayton
- Minor Watson: William Harding
- William Bendix: Pinkie Peters
- Ludwig Stossel: Dr. Lubbeck
- Gladys Blake: Flo Peters
- Dan Tobin: Gerald
- Roscoe Karns: Phil Whittaker
- William Tannen: Ellis
- Jimmy Conlin (no surt als crèdits): Un periodista al bar
- Edith Evanson: Alma
- Sara Haden: Matrona

## Premis i nominacions

### Premis
- Oscar al millor guió original 1943 per Michael Kanin i Ring Lardner Jr.

### Nominacions
- Oscar a la millor actriu per Katharine Hepburn

## Al voltant de la pel·lícula
- Rodatge del 27 d'agost al 26 d'octubre de 1941. Escenes addicionals desembre del mateix any.[2]
- La primera trobada entre Spencer Tracy i Katharine Hepburn. Serà enamorament sobtat i el començament d'una llarga història d'amor entre els dos actors que durarà fins a la mort d'ell el 1967. L'actriu Myrna Loy explica en la seva autobiografia que Tracy l'havia anat a veure a la seva cambra d'hotel per dir-li :"No et preocupis més per mi, he trobat la dona que volia". Un alleujament per a Myrna Loy i una punta de decepció enfront del seu antic amant.[3]